# Río Iná
El río Iná (del ruso: Ина́) es un río de Rusia, de la república de Buriatia, en Siberia oriental. Es un afluente del río Barguzín por la orilla izquierda, por lo que es un subafluente del Yeniséi por el Barguzín, el lago Baikal y el Angará.

## Geografía
La cuenca hidrográfica del Iná tiene una superficie de 4.600 km² y un caudal medio en la desembocadura de más o menos 40 m³/s
El Iná nace en Buriatia, en el seno de los montes Ikat, cadena montañosa que bordea la llanura de Barguzín por el sudeste y constituye la divisoria de aguas entre las cuencas del Yeniséi y el Lena.
Tras su nacimiento, el Iná fluye en dirección al oeste. Su recorrido por territorio montañoso es sinuoso y comporta numerosos meandros. Tras 220 km, dos tercios de los cuales son en regiones montañosas, desemboca en la orilla izquierda de un brazo del río Barguzín, en su curso inferior.

## Hidrometría - Caudal mensual en Iná
El Iná es un río abundante. Su caudal ha sido observado durante 40 años (1958-1997) en Iná, una estación hidrométrica situada a unos 73 km de su confluencia con el Barguzín, a 517 m de altura.
El caudal anual medio observado en esta estación fue de 29.9 m³/s para una superficie tenida en cuenta de 3.270 km², un 70 % del total. La lámina de agua vertida en esta área es de 288 mm, que puede ser considerada como elevada en el contexto siberiano.
El río es alimentado sobre todo por las precipitaciones abundantes de verano y otoño, por lo que tiene régimen pluvial.
Las crecidas se desarrollan en primavera y hasta final del verano, del mes de mayo al de septiembre, con un pico en julio, que corresponde a las lluvias estivales asociada a la fusión de las nieves de la cuenca. En otoño, en los meses de octubre y sobre todo de noviembre, el caudal se hunde, lo que constituye el inicio del periodo de estiaje, que tiene lugar de noviembre a abril y corresponde al intenso invierno siberiano y sus fuertes heladas.
El caudal mensual medio observado en marzo (mínimo de estiaje) es de 2.87 m³/s, lo que corresponde a un 4% del caudal del mes de julio (71.6 m³/s), lo que subraya la amplitud elevada de las variaciones estacionales. Estas diferencias son aún mayores si se comparan a lo largo de los años. El caudal mínimo observado en el periodo de observación se dio en febrero de 1982 y fue de 0.60 m³/s, mientras que el máximo se dio en julio de 1988 y fue de 210 m³/s.
En lo que concierne al periodo libre de hielos (de junio a septiembre inclusive), el caudal mínimo observado ha sido de 16.6 m³/s en junio de 1981.
Caudal medio mensual del Iná (en m³/s) medidos en la estación de Iná
Datos calculados en 40 años